# VR-Bank Mitte
Die VR-Bank Mitte eG ist eine Genossenschaftsbank mit Sitz in Duderstadt.

## Geschäftsgebiet
Das Geschäftsgebiet der VR-Bank Mitte eG befindet sich in der Mitte Deutschlands und erstreckt sich über drei Bundesländer: den nordhessischen Werra-Meißner-Kreis, Teile der südniedersächsischen Landkreise Göttingen und Northeim sowie den thüringischen Landkreis Eichsfeld. Die Bank ist mit 16 Filialen in ihrem Geschäftsgebiet vertreten.

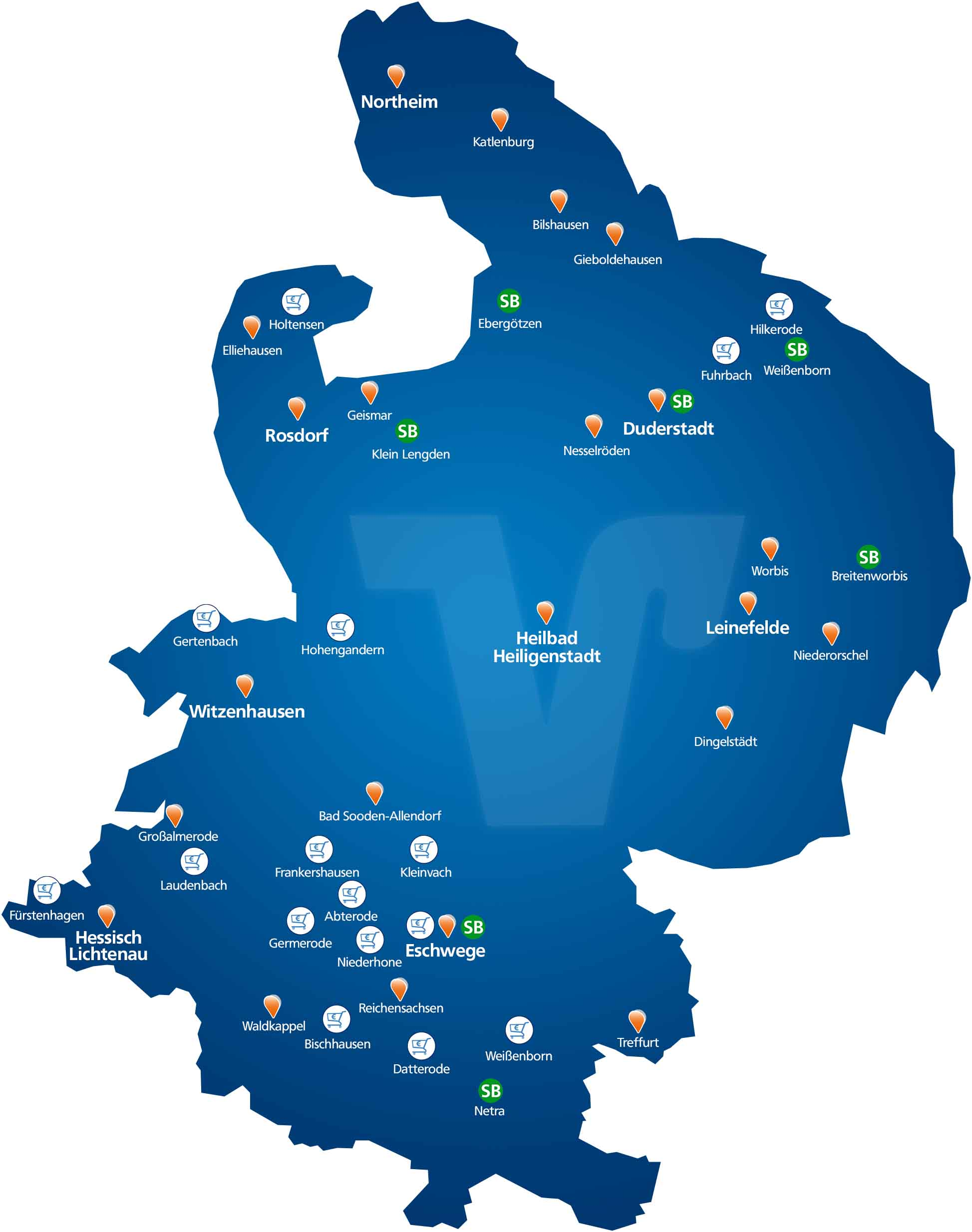
Geschäftsbereich der VR-Bank Mitte mit Geschäftsstellen

## Geschäftliche Tätigkeiten
Die Bank ist eine eingetragene Genossenschaft. § 1 des Genossenschaftsgesetzes beschreibt die Förderung der Mitglieder.
Das Unternehmen betreibt ihr Geschäft als Universalbank. Neben dem Privat- und Firmenkundengeschäft gehört dazu seit 2010 auch das Vermögensmanagement. Mit mehreren zertifizierten Financial- und Estate-Plannern ist die VR-Bank Mitte eG eine der ersten Genossenschaftsbanken dieser Größenordnung, die dieses Geschäftsfeld mit einer eigenen Abteilung betreiben.
Die Immobilienvermittlung und das Immobilienfinanzierungsgeschäft sowie die Vermittlung von Mietobjekten bündelt die VR-Bank Mitte eG in einem eigenen Kompetenzzentrum, der VR-ImmobilienWelt. Diese tritt im Außenauftritt mit einem eigenen Logo auf. Auch die Hausverwaltung gehört zum Leistungsspektrum. Hierzu wird mit externen Anbietern kooperiert.
Als Kreditgenossenschaft ist die VR-Bank Mitte eG in den genossenschaftlichen Finanzverbund mit Partnern integriert, wie u. a. der Bausparkasse Schwäbisch Hall, der R+V-Versicherung oder der Union Investment.

## Geschichte
Im Jahre 2000 entstand die VR-Bank Werra-Meißner eG mit Sitz in Eschwege durch Fusion der Volksbank Hessisch Lichtenau, der Raiffeisenbank Witzenhausen und der Raiffeisenbank Eschwege-Hessisch Lichtenau-Wehretal. Die VR-Bank Werra-Meißner eG fusionierte im Jahre 2019 mit der Volksbank Mitte eG mit Sitz in Duderstadt zur VR-Bank Mitte eG. Juristischer Sitz wurde Duderstadt.